# Playa los Caballos
La Playa de los Caballos o  Playa Umbreda está situada en el municipio de Miengo, en la Comunidad Autónoma de Cantabria, España.